# 世界文学
世界文学(せかいぶんがく、World literature)とは、世界の各国の国民文学のすべてと、作品をその生まれた国を超えてより広い世界の財産としようとする場合に使われる表現である。かつては、この表現は西ヨーロッパの傑作について使われていた経緯がある。
しかし、今日の世界文学はますます国際的な文脈で見られるようになってきた。現在、読者はさまざまな翻訳で幅広いグローバルな作品に接することができるようになってきた。
多くの学者は、ある作品を世界文学と見なすのは、その生まれた国を超えてどのくらい読まれているかであると主張している。たとえば、デイヴィッド・ダムロッシュは、「作品は、最初に文学として読まれることによって、次に、その言語的および文化的起源を超えてより広い世界に行き渡ることで、という二重のプロセスによって世界文学に組み込まれる」と述べている。
同様に、世界文学の研究者ベンカット・マニは、文学の「世界化」(worlding)は、主に印刷文化の発展によって生み出された「情報伝達」によってもたらされると考えている。図書館の出現により、「出版社とその本を販売する書店、これらの本を手にする市民、それを購入することのできない人たちにもそれを読む機会を提供する公共図書館は、「世界文学の形成されていく過程」の上で非常に重要な役割を果たしている。

## 歴史
「世界文学」という用語は、クリストフ・マーティン・ウィーランドによって最初に使用されたものである。クリストフ・マーティン・ウィーランドは、「世界文学」とは「世界人」( homme du monde、オム・デュ・モンド)のための文学である、とと理解していた。これに対してヨハン・ヴォルフガング・フォン・ゲーテ は、1827年、彼の冊子「芸術と古代について」(Über Kunst und Altertum )の中で、「世界文学」(Weltliteratur)の概念を用いて、非西洋起源の作品を含むヨーロッパにおける文学作品の国際的な流通と受容を説明している。弟子のヨハン・ペーター・エッカーマンが1835年にゲーテとの対話のコレクション(エッカーマン『ゲーテとの対話』全3巻 岩波文庫 1968年)を発表したことで、この概念は広く使われるようになった。
ゲーテは、中国の小説やペルシアとセルビアの詩を読むときの興奮は、彼自身の作品が海外、特にフランスでどのように翻訳され議論されているかを知る喜びと、なんら変わるものではないとエッカーマンに語っている。彼は1827年1月に、将来、世界文学が国民文学に取って代わり、文学の創造性の主要な様相になるとの予測を残している。
世界文学を、基本的に貿易と交換のプロセスと経済的に理解して、カール・マルクスとフリードリヒ・エンゲルスは「共産党宣言」（1848）でこの用語を使用して、ブルジョア文学作品の「コスモポリタンな性格」を説明し、次のように主張している。
マーティン・プフナーは、ゲーテは文学の新しい世界市場によりもたらされた世界文学の鋭い感覚を持っていたと述べている。
この市場ベースのアプローチは、1848年にカール・マルクスとフリードリヒ・エンゲルスが、かの「共産党宣言」で試みていることでもある。「共産党宣言」は4ヵ国の言語で出版され、ヨーロッパの複数の国で配布されて以来、20世紀で最も影響力のあるテキストの1つになった。マルクスとエンゲルスはゲーテにならって世界文学を現代または未来の現象と見なしていたが、1886年にアイルランドの学者H・M・ポネットは、世界文学は、現代の国民文学が登場するずっと前に、ローマ帝国などの古代帝国で最初に生まれたと主張している。今日では一般に、世界文学は、世界中の読者のために書かれた現代文学を含む、すべての時代の古典作品を包含すると理解されている。
第二次世界大戦の後、アメリカ合衆国では比較文学と世界文学の研究が復活した。比較文学は大学院レベルで考えられ、世界文学は学部の1年目の一般教育クラスで教えられた。講義の焦点は主にギリシャとローマの古典と主要な現代の西ヨーロッパの大国の文学にあったが、1980年代後半と1990年代初頭の要因の組み合わせは世界へのより大きなアクセスにつながるものであった。冷戦の終結、世界経済のグローバル化の進展、そして移民の新たな波は、世界文学の研究を拡大するためのいくつかの努力につながった。この変化は、1956年に初版が西欧と北米の作品のみを特集したノートンアンソロジー・オブ・ワールドマスターピースの新しい「拡張版」(インド、中国、日本、中東、アフリカ、およびネイティブアメリカンの重要な作品が追加された)への拡張によって示されている 。
ロングマン、ベッドフォード、ノートンによって出版されたものを含む今日の主要な文学全集は、数十カ国からの数百人の作家を網羅している。

## 現代的な理解
世界文学という看板の下で研究された諸文化の列なりが、爆発的に成長してきたことは、世界文学という分野を定義し、研究と教育のための効果的な方法を提案するためのさまざまな理論的試みに刺激を与えてきた。
デイヴィッド・ダムロッシュは、2003年の彼の著『世界文学とはなにか?』(What Is World Literature?)において、世界文学は膨大な作品のコレクションではなく、流通と受容の問題であるという解釈を示した。
彼は、世界文学として繁栄する作品は、うまく機能し、翻訳を通じて意味を得る作品なのではないかと提案した。ダムロッシュのアプローチは個々の作品をよく読むことに結びついたままであるが、スタンフォード大学の評論家フランコ・モレッティは、「世界文学に関する推測」を提供する2つの記事でダムロッシュとは異なる見解を示した。
モレッティは、世界文学の規模が従来のclose reading(その作品に密着して精読すること)の方法で把握できるものを超えているとという考えで、代わりに、出版記録や国の文学史から識別される大きなスケールでのパターンを見る「遠隔読書」(『遠読――〈世界文学システム〉への挑戦』みすず書房 2016年)のモードを提唱している。
モレッティのアプローチは、進化論の要素と、イマニュエル・ウォーラーステインによって開拓された世界システム分析を組み合わせたものであり、それ以来、エミリー・アプターが彼女の影響力のある著書「翻訳ゾーン」でさらに議論したアプローチである。彼らの世界システム論的アプローチに関連しているのは、フランスの評論家パスカル・カサノバ(Pascale Casanova)の『世界文学空間―文学資本と文学革命 』(LaRépubliquemondialedeslettres、1999年、邦訳は藤原書店 2002年）である。
社会学者ピエール・ブルデューによって開発された文化的生産の理論を利用して、カサノバは、ブルデューによって開発された文化的生産の理論を利用して、世界文学としての認識を達成するためには、周縁の作家たちの作品がどのようにして大都市の中心(metropolitan centers)に流入してこなければならないかを研究している。世界文学の分野は議論を続けており、ガヤトリ・チャクラヴォルティ・スピヴァク(Gayatri Chakravorty Spivak)などの批評家は、翻訳における世界文学の研究が、原文の言語的豊かさと、作品が原文の文脈で持つ政治力の両方を滑らかにすることが多すぎると主張している。それどころか、他の学者は、作品が海外で新しい次元と新しい意味を帯びているとしても、世界文学は元の言語と文脈においてこそ細心の注意を払って研究することができ、研究すべきであると強調している。世界文学シリーズは現在中国とエストニアで出版されており、理論と教育学に関する1か月にわたる夏のセッションを提供する新しい世界文学研究所は、2011年に北京大学で最初のセッションを行い、その後は、2012年にイスタンブール・ビルギ大学で、 2013年にはハーバード大学で開催された。2010年代以降、世界文学研究の着実な流れは、世界文学の歴史と現在の議論の研究のための資料を提供してきた。研究論文の貴重なアンソロジーには以下のようなものがある。
- Manfred Schmeling, Weltliteratur Heute (1995)
- Christopher Prendergast, Debating World Literature (2004)
- David Damrosch, Teaching World Literature (2009)
- Theo D'haen's co-edited collections The Routledge Companion to World Literature (2011) and World Literature: A Reader (2012).

個々の研究としては以下のようなものがある。
- Moretti, Maps, Graphs, Trees (2005)
- John Pizer, The Idea of World Literature (2006),
- Mads Rosendahl Thomsen, Mapping World Literature (2008)
- Theo D'haen, The Routledge Concise History of World Literature (2011)
- Tötösy de Zepetnek, Steven, and Tutun Mukherjee, eds. Companion to Comparative Literature, World Literatures, and Comparative Cultural Studies (2013).

## インターネット上で
インターネットは世界文学の全地球的な規模での流通のための媒体を提供し、多くのウェブサイトは現在、世界中の聴衆が世界の文学作品を試聴することを可能にしている。ウェブサイト「Words Without Borders」(国境なき言葉、https://www.wordswithoutborders.org/ )は世界中のフィクションと詩のセレクションを提供し、アネンバーグ財団(Annenberg Foundation、英語版)は、ボストンの公共テレビ局WGBHが制作した野心的な「Invitation to WorldLiterature」(世界文学への招待)という13部構成番組のDVD /ウェブシリーズを作成している。
主要な世界文学の全集には、背景情報、画像、および国際的な著者に関するリソースへのリンクを提供するWebサイトが用意されている。グローバル志向の作家自身はますますインターネットのための作品を作成している。セルビアの実験家ミロラド・パヴィチ（1929年 - 2009年）は、早くから電子的な創造と読書の可能性の支持者であった。パビッチは主に印刷ベースの作家であり続けたが、ヤン゠ハエ・チャン・ヘヴィ・インダストリーズとして知られる韓国系アメリカ人の二人組は、多くの場合いくつかの言語で、完全にインターネット配信のために作品を作成している。

## 出版社
アメリカの出版社は、世界文学の作品を出版することに二の足を踏んでいる。National Endowment for the ArtsLiterature Program(英語版)の調査によると、1999年に米国で出版された13,000冊の小説と詩のうち、297冊の翻訳された本だけが米国で出版されたものである。 2019年の時点で、米国で出版されたすべての本の内、3%だけが翻訳された作品であり、イタリアでは翻訳が出版されたタイトルの50％以上を占めている。世界文学を専門とする文芸雑誌の中には、ノイシュタット賞(The Neustadt award)を後援するワールドリテラチュア・トゥデイ（[World Literature Today、1970年に設立）がある。